# Старчевич, Петра
Петра Старчевич (хорв. Petra Starčević) — хорватская биатлонистка, участница зимних Олимпийских игр 2006 года.

## Карьера
Начала заниматься биатлоном в 2001 году. Выступает за спортивный клуб Bjelolasica.
Первым международным соревнованем для хорватки стал молодёжный чемпионат мира, прошедший в 2002 году в итальянской Валь-Риданне, где в индивидуальной гонке она стала 53-й, а в спринте 57-й. Лучшим её результатом на молодёжных форумах является 7-е место в индивидуальной гонке на чемпионате мира 2006 года.
В Кубке Европы дебютировала в 2003 году на этапе в итальянской Валь-Риданне, где стала предпоследней — 39-й в индивидуальной гонке среди юниоров. Лучший личный результат — 10-е место в спринте среди юниорок в 2005 году.
С сезона 2004/2005 начала выступать среди взрослых. Наивысшим её достижением в Кубке мира является 78-е место, занятое в самой первой гонке — спринте на этапе в немецком Оберхофе в 2005 году. В 2005 году выступила на чемпионате мира в австрийском Хохфильцене, где в индивидуальной гонке заняла 90-е место, а в спринте стала 79-й.
В 2006 году стала первой хорватской биатлонистской, выступившей на Олимпийских играх. В индивидуальной гонке и спринте она финишировала на 79-м месте.
В 2007 году выступила на зимней Универсиаде в итальянском Турине. В индивидуальной гонке стала 40-й, в спринте — 48-й, в эстафете — 7-й.

### Юниорские достижения
| Год  | Место проведения  | Инд | Спр | Прс | Эст |
| 2002 | ЧМ Валь-Риданна   | 53  | 57  | —   | —   |
| 2003 | ЧМ Косцелиско     | 62  | 62  | —   | —   |
| 2003 | ЧЕ Форни-Авольтри | DNS | 35  | 33  | —   |
| 2004 | ЧМ От-Морьен      | 50  | 55  | 50  | 11  |
| 2005 | ЧМ Контиолахти    | 56  | 58  | 57  | 7   |
| 2006 | ЧМ Преск-Айл      | 7   | 35  | 31  | 9   |
| 2006 | ЧЕ Лангдорф       | 24  | 18  | 25  | 12  |

### Участие в Чемпионатах мира
| Год  | Место проведения | Инд | Спр | Прс | МС | Эст |
| 2005 | ЧМ Хохфильцен    | 90  | 79  | —   | —  | —   |

### Участие в Олимпийских играх
| Год  | Место проведения | Инд | Спр | Прс | Эст |
| 2006 | Турин            | 79  | 79  | —   | —   |